# قمری زنایدا

محدوده قمری زنایدا (به رنگ سبز)

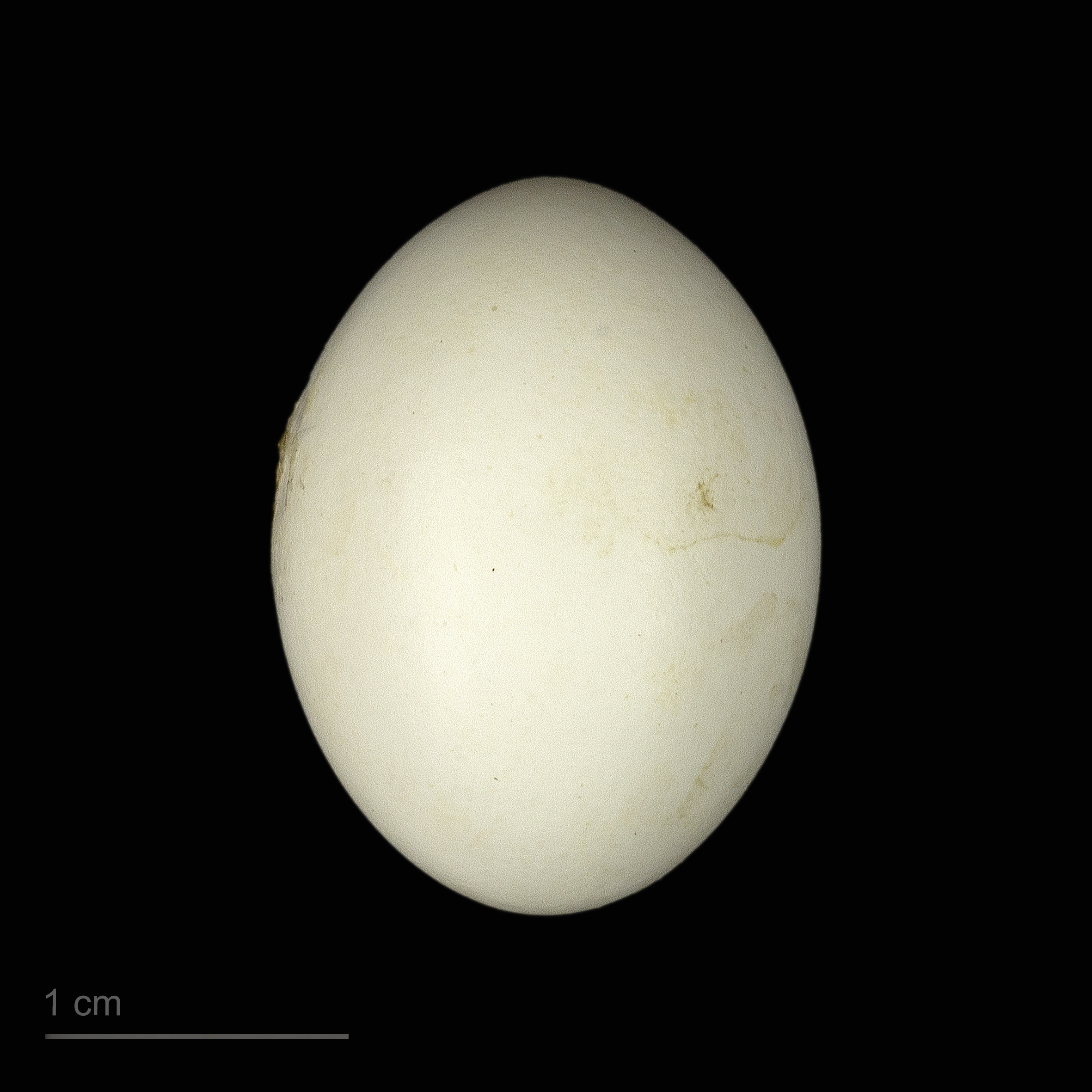
Zenaida aurita aurita

قمری زنایدا (به انگلیسی: Zenaida aurita) از خانواده کبوتران است که کبوترها و قمری‌ها را دربر می‌گیرد. این قمری پرنده ملی آنگوئلا است.

## ویژگی‌ها
قمری زنایدا تقریباً ۲۸ تا ۲۰ سانتی‌متر طول دارد. از نظر ظاهری بسیار شبیه کبوتر عزادار است، اما از نظر اندازه کوچک‌تر، دم کوتاه‌تر و گردتری دارد و کمی تیره‌تر است. همچنین رنگ سفید در لبه پشتی بال‌هایش در هنگام پرواز، او را از کبوتر عزادار متمایز می‌نماید. کبوتر عزادار لبه دنباله سفید را ندارد.

## زادآوری
هر بار دو تخم سفیدرنگ روی لانه سکو مانند شل و ول می‌گذارد که روی درخت یا بوته ساخته شده‌است. همچنین ممکن است به دلیل نبود شکارچیان، در شکاف سنگ‌ها یا روی پوشش گیاهی علفی لانه‌اش را بنا کند. برخی از پرندگان تا ۴ جوجه در سال پرورش می‌دهند. جوجه‌ها پس از دو هفته سر از تخم درمی‌آورند و پس از دو هفته تغذیه از خوارک برگشتی مادر که از گلو به آنها خورانده می‌شود، آماده بیرون رفتن از لانه هستند.

## رژیم غذایی
این پرندگان از علوفه تغذیه کرده و عمدتاً از دانه‌ها می‌خورند، گاهی حشرات را نیز می‌خورند. آن‌ها اغلب در نزدیکی آب تغذیه می‌کنند. غالباً برای کمک به هضم غذا، سنگ‌ریزه می‌بلعند و همچنین نمک را از خاک‌های غنی از مواد معدنی یا نمک دام می‌بلعند. تصور می‌شود که نمک برای تشکیل تخم کبوتر سودمند است.